# موش بالاروی تومبالا
موش بالاروی تومبالا (نام علمی: Tylomys tumbalensis) نام یک گونه از سرده موش‌های بالارو است.